# Smalnäbbad båtstjärt
Smalnäbbad båtstjärt (Quiscalus palustris) är en utdöd fågel i familjen trupialer inom ordningen tättingar. Den förekom tidigare i Mexiko men är försvunnen och rapporterades senast 1910. IUCN kategoriserar arten som utdöd.